# Serdar
Se även Serdar, Turkmenistan
Serdar var en militär grad och titel inom Osmanska riket och Montenegro, vilken användes särskilt vid Osmanska rikets gränser. Serdar är ett tvådelat ord där "ser" är ett prefix med betydelse för ledare eller hövding och "dar" är ett suffix med betydelse för land. "Ser" är ett persiskt ord och "dar" är ett arabiskt ord. 